# Landsberg am Lech
Landsberg am Lech este un oraș din districtul Landsberg am Lech, regiunea administrativă Bavaria Superioară, landul Bavaria, Germania.

## Personalități
- Ignaz Kögler (1680-1746), matematician și astronom iezuit
- Fritz Beck (1889-1934), activist antifascist
- Luise Rinser (1911-2002), scriitoare

## Penitenciarul Landsberg
Adolf Hitler a fost închis timp de nouă luni în Închisoarea Landsberg⁠(en)[traduceți], după ce a fost condamnat la cinci ani de închisoare pentru puciul de la berărie din 8-9 noiembrie 1923. În timpul detenției la Landsberg (1923-24) a scris cartea sa ideologică Mein Kampf.